# Operat ewidencyjny
Operat ewidencyjny – w geodezji, dokumentacja tworząca wraz z komputerowymi bazami danych ewidencyjnych ewidencję gruntów i budynków.
Zgodnie z rozporządzeniem Ministra Rozwoju Regionalnego i Budownictwa z 29 marca 2001 w skład operatu ewidencyjnego wchodzą:
- operat opisowo-kartograficzny, który składa się z
  - komputerowych wydruków raportów, które obrazują dane ewidencyjne w momencie zakładania ewidencji
  - kopii odpowiedniego fragmentu mapy
- operat geodezyjno-prawny, który jest zbiorem dowodów prowadzonym dla każdego obrębu ewidencyjnego, uzasadniających wpisy do komputerowych baz danych ewidencyjnych.

Aktualizacja operatu ewidencyjnego następuje poprzez wprowadzanie udokumentowanych zmian do bazy danych ewidencyjnych.